# مهرجان الأطفال السينمائي الدولي
مهرجان الأطفال السينمائي الدولي هو مهرجان سنوي يُقام في مدينة دبي بالإمارات العربية المتحدة، ويعرض أفلامًا خاصة بالأطفال.

## لمحة تاريخية
تأسس مهرجان الأطفال السينمائي الدولي في عام 2014 على يد شركة ستوديو الفيلم التي يقع مقرّها في مدينة دبي، وكان أول مهرجان من نوعه في دولة الإمارات، وسُرعان ما استرعى المهرجان انتباه طلاب المدارس وأولياء الأمور والأسر وصانعي الأفلام محليًا وإقليميًا وعالميًا. ومنذ بدأ تأسيسه وحتى الآن، أقيمت أربعة نُسخ من مهرجان الأطفال السينمائي الدولي خلال الأسبوع الأخير من شهر أبريل بدءًا من عام 2014 وحتى عام 2017.

## الأنشطة والفعاليات
تُقام خلال مهرجان الأطفال السينمائي الدولي العديد من الفعاليات وورش صناعة سينما الأطفال والأنشطة التي تهدف لتطوير صناعة السينما للأطفال، إلى جانب مُسابقة المهرجان والمؤتمرات وعروض الأفلام المخصصة للأطفال.